# Accelerate Tour
Luego del lanzamiento de su disco Accelerate, la banda norteamericana R.E.M. inició una pequeña gira de promoción al disco. La gira llevó a R.E.M. a algunas ciudades europeas y algunas norteamericanas, pero principalmente se centró en Latinoamérica, donde se llevará a cabo gran parte de la gira. Además, R.E.M. visitó lugares que no había visitado antes como Perú.

## Personal
- Michael Stipe: voz
- Peter Buck: guitarra
- Mike Mills: bajo, piano

## Fechas de la gira

### Gira Norteamericana 2008
- 23 de mayo de 2008 Vancouver, B.C. (Canadá)
- 24 de mayo de 2008 George, WA (Estados Unidos)
- 29 de mayo de 2008 Los Ángeles, CA (Estados Unidos)
- 31 de mayo de 2008 Berkeley, CA (Estados Unidos)
- 1 de junio de 2008 Berkeley, CA (Estados Unidos)
- 3 de junio de 2008 Denver, CO (Estados Unidos)
- 5 de junio de 2008 St. Paul, MN (Estados Unidos)
- 6 de junio de 2008 Chicago, IL (Estados Unidos)
- 8 de junio de 2008 Toronto, ONT (Canadá)
- 10 de junio de 2008 Raleigh, NC (Estados Unidos)
- 11 de junio de 2008 Washington D. C. (Estados Unidos)
- 13 de junio de 2008 Boston, MA (Estados Unidos)
- 14 de junio de 2008 Long Island, NY (Estados Unidos)
- 18 de junio de 2008 Philadelphia, PA (Estados Unidos)
- 19 de junio de 2008 New York City, NY (Estados Unidos)
- 21 de junio de 2008 Atlanta, GA (Estados Unidos)

### Gira Europea 2008
- 2 de julio de 2008 Ámsterdam (Holanda)
- 3 de julio de 2008 Werchter (Bélgica)
- 5 de julio de 2008 Bilbao (España)
- 6 de julio de 2008 Castello d’Empuries (España)
- 8 de julio de 2008 Lyon (Francia)
- 9 de julio de 2008 Niza (Francia)
- 12 de julio de 2008 Dublín (Irlanda)
- 13 de julio de 2008 Balado (Inglaterra)
- 15 de julio de 2008 Dresde (Alemania)
- 16 de julio de 2008 Berlín (Alemania)
- 18 de julio de 2008 Locarno (Suiza)
- 20 de julio de 2008 Perugia (Italia)
- 21 de julio de 2008 Verona (Italia)
- 23 de julio de 2008 Nápoles (Italia)
- 24 de julio de 2008 Udine (Italia)
- 26 de julio de 2008 Milán (Italia)
- 27 de julio de 2008 Nyon (Suiza)
- 14 de agosto de 2008 Salzburgo (Austria)
- 16 de agosto de 2008 Budapest (Hungría)
- 17 de agosto de 2008 Praga (República Checa)
- 19 de agosto de 2008 Stuttgart (Alemania)
- 20 de agosto de 2008 Rhine (Alemania)
- 22 de agosto de 2008 Wurzburg (Alemania)
- 24 de agosto de 2008 Mánchester (Inglaterra)
- 25 de agosto de 2008 Cardiff (Gales)
- 27 de agosto de 2008 Southampton (Inglaterra)
- 28 de agosto de 2008 París (Francia)
- 30 de agosto de 2008 Londres (Inglaterra)
- 3 de septiembre de 2008 Oslo (Noruega)
- 4 de septiembre de 2008 Bergen (Noruega)
- 6 de septiembre de 2008 Copenhague (Dinamarca)
- 7 de septiembre de 2008 Estocolmo (Suecia)
- 9 de septiembre de 2008 Helsinki (Finlandia)

| Bandera                      | Fecha                        | Ciudad           | País           | Lugar                      |
| ---------------------------- | ---------------------------- | ---------------- | -------------- | -------------------------- |
| Tercera Manga - Los Balcanes |                              |                  |                |                            |
|                              | 4 de octubre de 2008         | Estambul         | Turquía        | Turkcell Kurucesme Arena   |
|                              | 5 de octubre de 2008         | Atenas           | Grecia         | Estadio Olímpico de Atenas |
| Cuarta Manga - Gira de otoño |                              |                  |                |                            |
|                              | 24 de octubre de 2008        | Dallas           | Estados Unidos | Nokia Theatre              |
|                              | 26 de octubre de 2008        | New Orleans      | Estados Unidos | Voodoo festival            |
|                              | 29 de octubre de 2008        | Bogotá           | Colombia       | Parque Simón Bolívar       |
|                              | 1 de noviembre de 2008       | Buenos Aires     | Argentina      | Club Ciudad BA             |
|                              | 3 y 4 de noviembre de 2008   | Santiago         | Chile          | Movistar Arena             |
|                              | 6 de noviembre de 2008       | Porto Alegre     | Brasil         | Zequinha Stadium           |
|                              | 8 de noviembre de 2008       | Río de Janeiro   | Brasil         | Arena                      |
|                              | 10 y 11 de noviembre de 2008 | São Paulo        | Brasil         | Via Funchal                |
|                              | 14 de noviembre de 2008      | Lima             | Perú           | Estadio Nacional del Perú  |
|                              | 16 de noviembre de 2008      | Caracas          | Venezuela      | Campo Fútbol USB           |
|                              | 18 de noviembre de 2008      | Ciudad de México | México         | Auditorio Nacional         |